# 里夏德·格吕克斯
里夏德·格吕克斯（德語：Richard Glücks，1889年4月22日—1945年5月10日）是德国纳粹政治人物，党卫队官员，集中营屠夫。 格吕克斯于1939至第二次世界大战结束前在党卫队经济与管理部下面任掌管集中营的长官，属海因里希·希姆莱的直接部下。他主导指挥集中营被囚者強迫劳动，指挥在被囚者身上人体试验，和最后在「最终解决方案」实施期间大肆杀害犹太人。德国投降后，他疑似用氰化钾自杀。

## 早年生涯
格吕克斯1889年出生于莱茵兰的奥登基兴（现为门兴格拉德巴赫的一部分）。在杜塞尔多夫完成文理中学学业后，他在父亲的企业火灾保险机构工作。1909 年，格吕克斯志愿参军一年，在炮兵部队服役。1913年，他在去英国，后移居阿根廷经商。第一次世界大战爆发后，格吕克斯于1915年1月在一艘挪威的船上以虚假身份返德国，再次参军。在战争期间，他成为一炮兵部队的指挥官并被授予一级和二级铁十字勋章。格吕克斯参加了凡尔登战役和索姆河战役。战后，他成为德国军队和联合军事委员会（负责控制《凡尔赛条约》中对德国武装的限制）之间的联络官，担任至1924 年。其后他加入第6普鲁士师的参谋部。他也曾在右翼老兵组织自由军团服役。

## 在纳粹政权下崛起

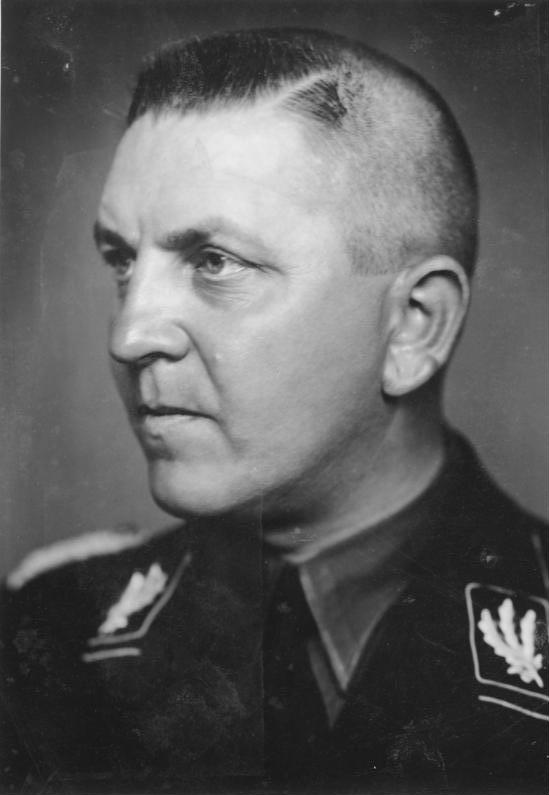
集中营督察西奥多·艾克，格吕克斯是他的参谋长

格吕克斯于1930年加入纳粹党，两年后加入党卫军。1933年9月6日至1935年6月20日他是党卫军“西部”集团参谋人员，并晋升为党卫军突擊隊大隊領袖。1936年4月1日，他成为西奥多·艾克的参谋长，后者当时是集中营督察和骷髅总队负责人。

## 集中营督察
格吕克斯的长官艾克在1939年夏天成为党卫军親衛隊第3師的战地指挥官时，他于1939年11月15日被希姆莱提拔为艾克的继任者，担任集中营督察一职。作为集中营督察，格吕克斯直接隶属于希姆莱，但很少会见希姆莱。希姆莱提拔他并不是因为他的领导能力能力，但他有能力“提供行政连续性”。历史学家迈克尔·萨德·艾伦（Michael Thad Allen）表示，与其说格吕克斯的精力和才能，不如说他的权力上升更多是因为艾克的无效管理技巧。格吕克斯接手后几乎没有做任何改变，保留了艾克建立的组织结构，在指挥集中营时同样风格僵化。由于他从未在集中营中服役，一些高级集中营成员对此表示怀疑，并认为他只不过是一个案头官僚。他更喜欢有行动力的人，并允许他们在经营各自的阵营时拥有一定的自主权。历史学家罗伯特·刘易斯·科尔（Robert Lewis Koehl）将格吕克斯描述为“缺乏想象力，即使不是懒惰也缺乏活力”，甚至“缺乏洞察力”，这可能在一定程度上解释了他不干涉的做法。

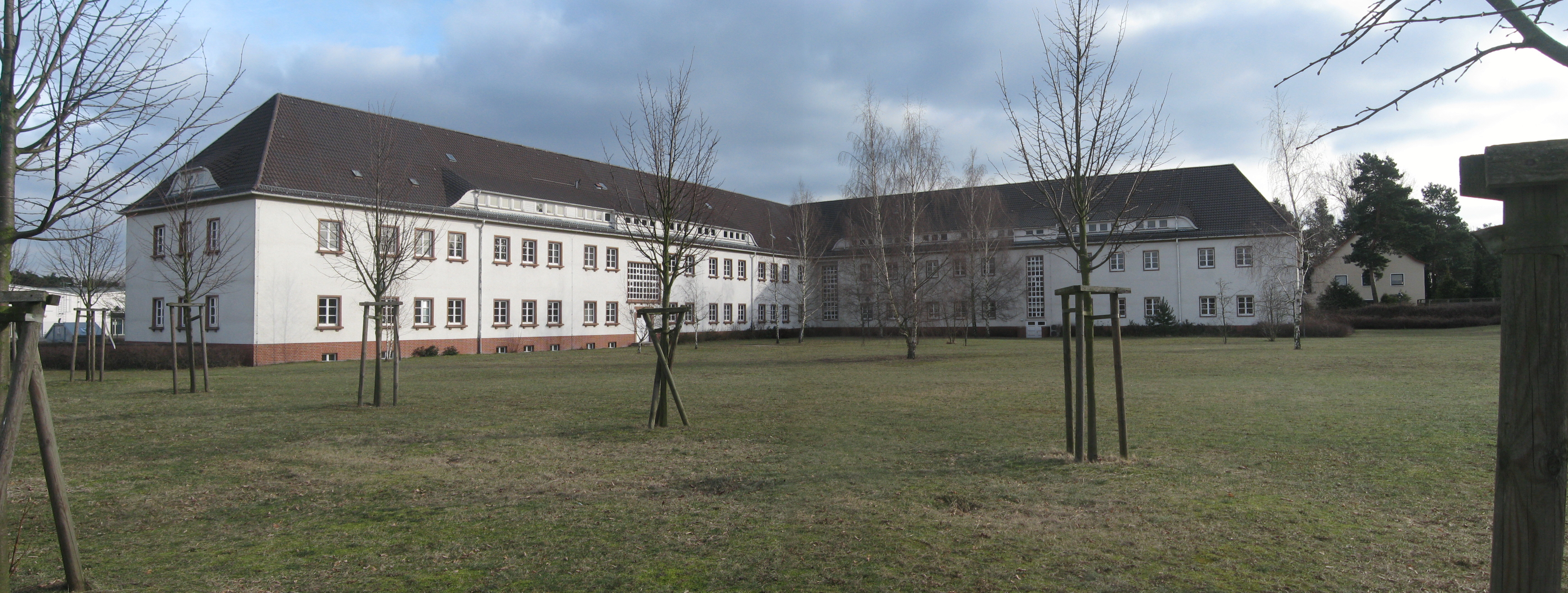
萨克森豪森集中营的 T 型建筑，1938 年集中营督察的所在地

格吕克斯最初的职责主要是利用集中营被关押者进行强迫劳动。在这个阶段，他敦促营地指挥官降低营地的死亡率，因为这与他要实现的经济目标背道而驰。他另外一个命令是要求囚犯继续工作。与此同时，格吕克斯于1940年2月21日向希姆莱和萊因哈德·海德里希推荐了奥斯威辛作为新集中营的地点。格吕克斯于1941年3月1日陪同希姆莱和法本公司几个首席主管访问奥斯威辛集中营，决定将集中营扩大到可容纳多达30,000名囚犯，并在附近的比克瑙（德语：Birkenau）能够容纳100,000战俘，且将在集中营附近建造一座工厂给予法本公司。
在1941年4月20日格吕克斯被提升为親衛隊旅隊領袖。并在1943年11月，格吕克斯成为親衛隊集團領袖并取得“Generalleutnant”等级。从1942年起，格吕克斯与奥斯瓦尔德·波尔一起参与对屠杀犹太人的“最终解决方案”实施。为了监督营地相关活动的协调、建设项目的状态以及灭绝行动的进展，格吕克斯与其他党卫军营地高级管理人员一起参加了波尔举行的每周会议。格吕克斯从未试图僭越他的上级，并且非常清楚他对波尔的服从。
1942年1月萬湖會議之后几天，希姆莱命令格吕克斯准备集中营迎接100,000名犹太男子和50,000名妇女成为新的被关押者。1942年2月，集中营督察职位成为親衛隊上級集團領袖奥斯瓦尔德·波尔下的党卫队经济与管理部的D室。格吕克斯继续管理集中营直到战争结束。因此，整个集中营系统被置于党卫队经济与管理部的权力之下，集中营督察现在隶属于党卫队经济与管理部负责人。1942年3月格吕克斯已经经常接受总工程师和党卫军将军漢斯·卡姆勒的直接指示，以满足党卫军工程师的生产需求。

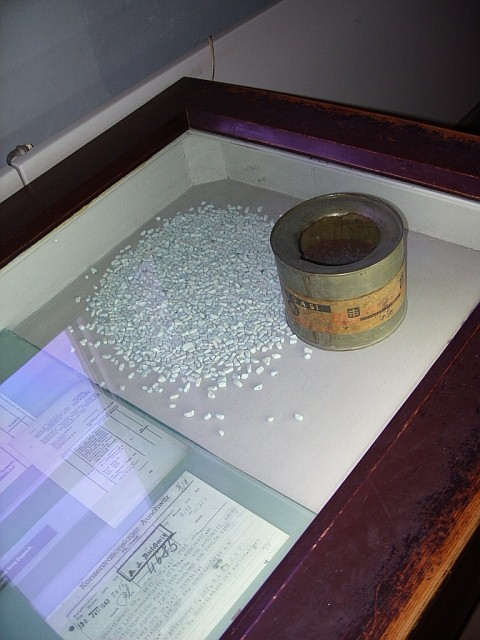
一罐带有吸附剂颗粒的Zyklon B和详细说明订购 Zyklon B 作为“犹太人重新安置材料”的签名文件原件（在奥斯威辛-比克瑙国家博物馆展出）

1942年7月，他参加了与希姆莱就集中营囚犯进行人體實驗的计划会议。从对奥斯威辛集中营几次访问中，格吕克斯非常清楚那里发生的大规模杀人和其他暴行。相应地，奥斯威辛指挥官鲁道夫·霍斯定期向格吕克斯通报灭绝活动的状况。在1943 年他对奥斯威辛集中营的一次视察期间，格吕克斯抱怨火葬场的不利位置，因为所有人都可以“凝视”这些结构。回应这一观察，霍斯下令在火葬场I和II之间种植一排树。当德国或纳粹党的高级官员来访时，格吕克斯指示管理人员避免向他们展示火葬场。如果对从烟囱冒出的烟雾提出疑问，安装人员将告诉来访者，尸体因流行病而被焚烧。
1942年12月，在发现136,000名囚犯中的70,000人几乎到达后就死亡，他向集中营医生发出指令，其中说：“集中营中最好的营医生是能让囚犯的工作能力达到最高水平...为此，营地医生有比要亲自出现在工作地点的位置。”
在1945年初的死亡行军开始之前，格吕克斯重申了1944年7月的一项指令，该指令向营地指挥官强调，在“紧急情况”期间，他们将遵循地方HSSPF（Höherer SS- und Polizeiführer）指挥官的指示。由于这些死亡行军，又有250,000到400,000人被害死亡。
根据历史学家莱尼·亚希尔的说法，格吕克斯是“负责整个集中营网络的党卫队国家安全部成员”，他的权力延伸到了其中最大和最臭名昭著的奥斯维辛集中营。据历史学家马丁·布罗扎特的叙述，几乎所有与集中营有关的重要事项“都是由集中营督察和党卫队直接决定的”。1945年1月，格吕克斯因在管理15个最大的集中营和500个卫星集中营方面对纳粹德国的贡献而获得勋章，这些集中营雇佣了40,000多名党卫军成员。格吕克斯在大屠杀中的作用“怎么强调都不为过”，因为他与波尔一起监督了整个纳粹集中营系统及其所代表的迫害网络。

## 死亡
1945年，党卫队经济与管理部在柏林的办公室在被盟军炸毁，管理部转移到达尔斯半岛博恩。由于红军的推进，格吕克斯夫妇逃往弗伦斯堡。
德国投降后，据传他于1945年5月10日在弗伦斯堡-米尔维克的米尔维克海军基地吞下一粒氰化钾自杀，但这缺乏官方记录或照片，并引发人们对他最终命运的猜测。

## 在虚构作品中出现
格吕克斯在1972年Frederick Forsyth小说敖德薩檔案及其1974年的电影改编中作为一个角色出现。在设定于 1963 年的小说中，他被描绘成利用自猶太人手中搜刮而來的秘密資金出逃至南美洲並創立敖德萨而成為首领。在二战结束近二十年后决心摧毁以色列国。

## 引用
1. ↑  Hamilton 1996，第145頁.
2. 1 2 3 4  Wachsmann 2015，第193頁.
3. ↑  Wachsmann 2010，第26頁.
4. 1 2  Wachsmann 2015，第194頁.
5. ↑  Allen 2002，第41頁.
6. ↑  Koehl 2004，第183頁.
7. ↑  Wachsmann 2015，第195頁.
8. ↑  Koehl 2004，第187頁.
9. 1 2 3 4  Hamilton 1996，第146頁.
10. ↑  Snyder 1994，第117頁.
11. ↑  Yahil 1990，第364頁.
12. ↑  Wachsmann 2015，第399頁.
13. ↑  Wistrich 2001，第76頁.
14. ↑  Wachsmann 2015，第398頁.
15. ↑  Wachsmann 2015，第398–399頁.
16. 1 2  Yahil 1990，第315頁.
17. ↑  Weale 2012，第115頁.
18. ↑  Koehl 2004，第182–183頁.
19. 1 2  Allen 2002，第150頁.
20. ↑  Kogon 2006，第164頁.
21. ↑  Tuchel 1994，第22頁.
22. ↑  Hilberg 1985，第234頁.
23. ↑  Hilberg 1985，第241頁.
24. ↑  Friedländer 2009，第417頁.
25. ↑  Black 2016，第112頁.
26. ↑  Broszat 1968，第461頁.
27. ↑  Yahil 1990，第542頁.

## 扩展阅读
- 大屠杀教育与档案研究小组（2009 年）。 “鲁道夫·霍斯所描述的里夏德·格吕克斯”，位于Holocaust Research Project.org （页面存档备份，存于） 。